# Alignements von Kerdruellan

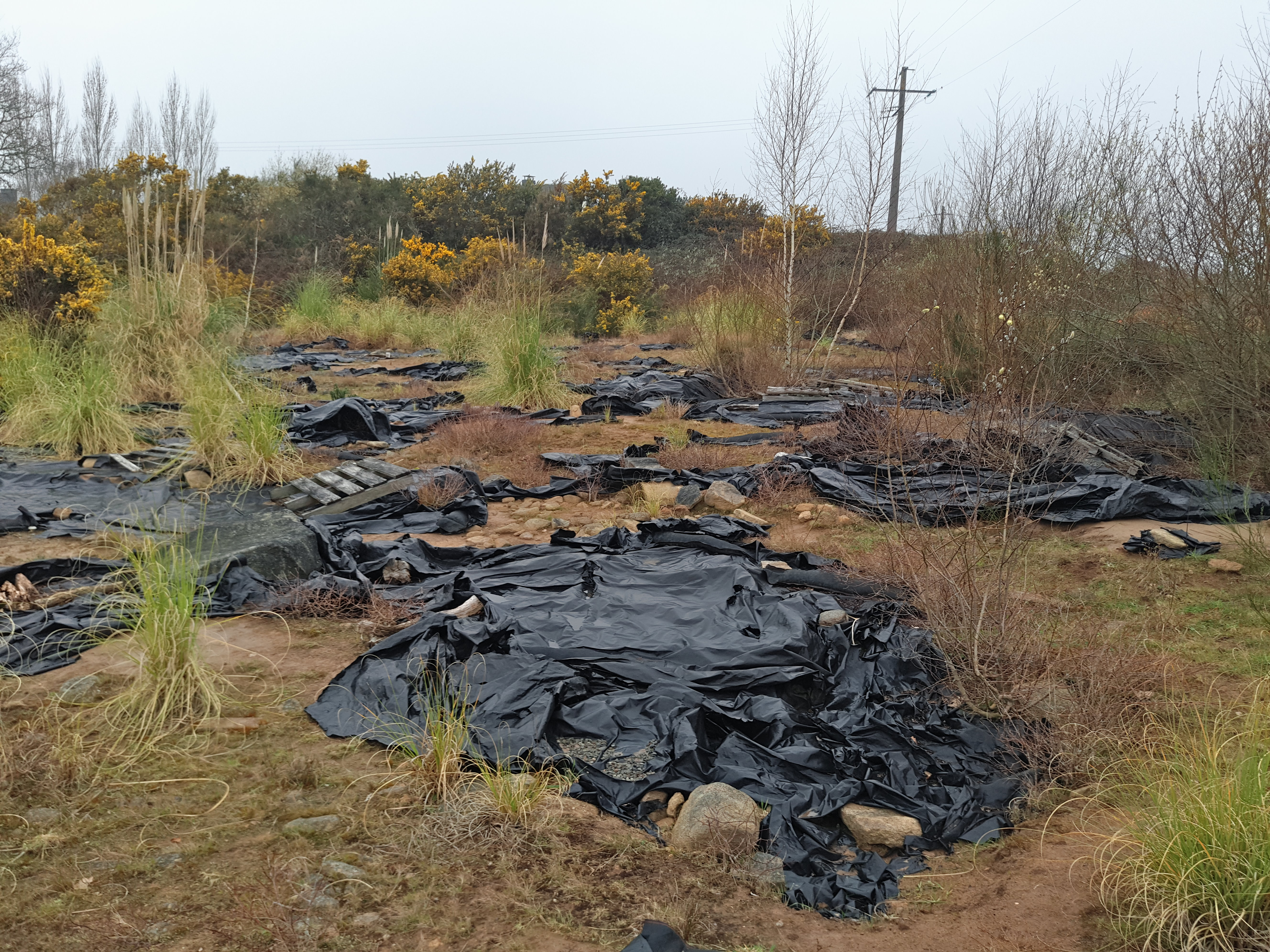
Alignements von Kerdruellan – abgedeckt während der Grabungsphase

Die 2005 entdeckten Alignements von Kerdruellan (auch Kerdruelland1 oder Ensemble mégalithique de Kerdruellan genannt) sind eine diffuse Anordnung von Menhiren etwa westlich von Belz im Département Morbihan in der Bretagne in Frankreich. Bei den als Alignement bezeichneten Steinen handelt es sich um mehrerer Steinreihen.
Über 50 gut erhaltene, bis zu 2,0 m hohe Menhire aus der frühen Jungsteinzeit (5. Jahrtausend v. Chr.) aus Gneis liegen an ihrem ursprünglichen Standort. Sie wurden wahrscheinlich im Jungneolithikum (um 2000 v. Chr.) intentionell umgestürzt und lagen Jahre in einer Sedimentschicht, welche sie vor Verwitterung schützte und Hinweise auf ihre Geschichte speicherte.
Eine Ausgrabung auf einer Fläche von 3000 m², die erste Flächengrabung in Frankreich für Megalithen,  erweiterte das Wissen über die Anlage. Der Platz zeigt eine große Anzahl von Granitblöcken, ein Netz von Gräben, Gruben, Mauerfundamenten und kleinen Steinen. Die Archäologen legten auch kleinere Steine frei, die als Stützsteine dienten. Die Analyse ermöglichte es, eine zweite Nutzung des Platzes in einer landwirtschaftlichen Umgebung im Mittelalter zu bestimmen. Einige Menhire wurden dann teilweise bearbeitet.

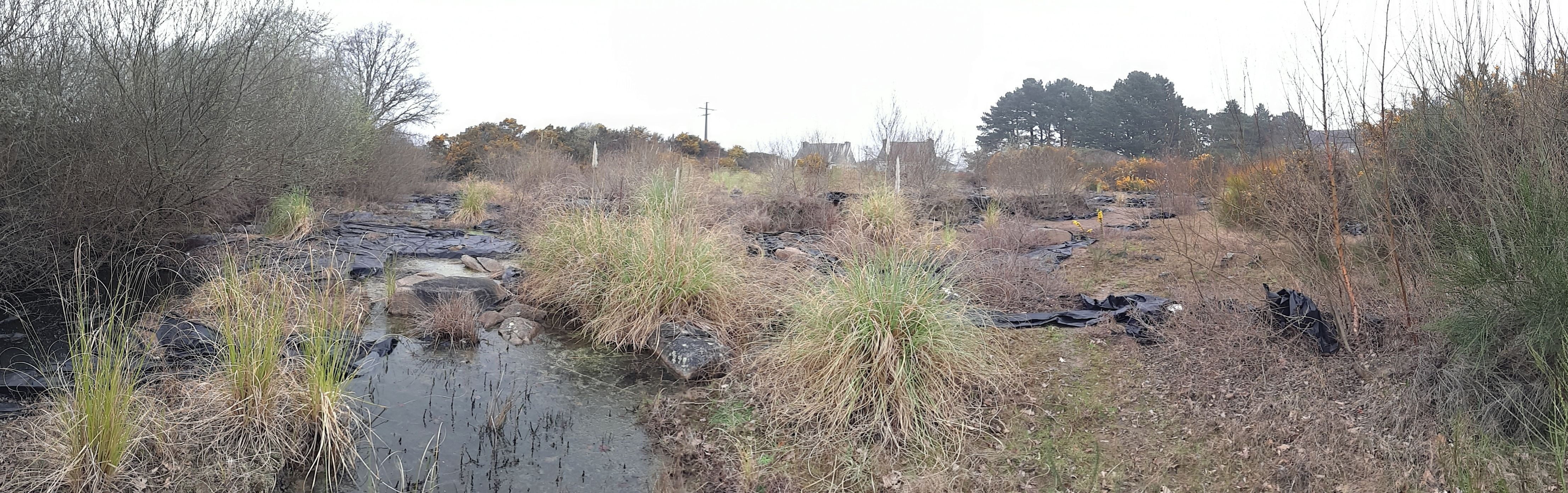
Alignements von Kerdruellan

Die Menhire wurden mit dem Grund, auf dem sie ruhen, 2008 als Monument historique eingestuft.
In der Nähe liegt der Dolmen von Kerlutu.